# دختران (فیلم ۲۰۱۴)
«دختران» (انگلیسی: Girls (2014 film)) فیلمی در ژانر کمدی رمانتیک است که در سال ۲۰۱۴ منتشر شد.